# Euryphura albula
Euryphura albula är en fjärilsart som beskrevs av Suffert 1904. Euryphura albula ingår i släktet Euryphura och familjen praktfjärilar. Inga underarter finns listade i Catalogue of Life.